# Psilomorpha maculicornis
Psilomorpha maculicornis là một loài bọ cánh cứng trong họ Cerambycidae.